# Penstemon caespitosus
Espèce
Penstemon caespitosus  est une espèce de plantes de la famille des Plantaginacées, originaire d'Amérique du Nord. Elle est connue sous le nom de  Mat Beardtongue en anglais. 

## Description
Cette espèce est pérenne qui peut atteindre 30cm de hauteur. Les fleurs sont généralement de couleur lavande.